# 中村徳也 (声優)
中村 徳也（なかむら とくや、2月3日 - ）は、日本の男性声優。リマックス所属。東京都出身。

## 出演

### テレビアニメ
- こみっくがーるず（2018年、男性、お客さん）
- ソードアート・オンライン オルタナティブ ガンゲイル・オンライン（2018年、プレイヤー）

### 劇場アニメ
- 名探偵コナン 水平線上の陰謀（2005年）

### ゲーム
時期不明
- キャッスルファンタジア外伝アリハト戦記（兵士）
- Jリーグウィニングイレブン9アジアチャンピオンシップ

2010年代
- 謎惑館 〜音の間に間に〜（2011年）
- 第2次スーパーロボット大戦Z 破界篇（2011年、AEU兵士）
- スーパーロボット大戦Operation Extend（2013年）

### 吹き替え
- 新少林寺
- 女性鬼(フィル)
- 史上最強スパイMr.タチマワリ〜爆笑世界珍道中〜
- ブレイブ・ファイターズ(マフィア33)
- ボルテックス-巨大生物総進撃-(ジョーンズ)
- パーフェクト・スナイパー
- ザ・クロゴダイル人喰いワニ襲来(ジャオ)
- ボルジア欲望の系譜(ヴィルジニオ)
- ケイティーのロストバージン日記〜18歳のコンプレックス
- チアリーダー・キャンプ(トレイ)
- エイリアン・トルネード(ノーム)
- マーセナリーズ(ザック)
- テリトリーズ(ウォルター)
- クエスチョン

### ナレーション
- サイトセブンカップ
- タカラトミーアーツ逆さマスタージャパン
- 中国電力
- おたふくソース
- NTTショールーム
- SEGADSソニッククロニクル
- 富士通Eラーニングコンテンツ

### 映画
- めめめのくらげ2

### webドラマ
- ヒーロークロスライン｢ニードルアイ｣(左京次)

### ボイスオーバー
- シスコオンライン

### モデル
- アイシティ

### 舞台
- ヤマハファミリーミュージカル
- 可児君の面会日
- 動員挿話

### その他
- Qlippy
- カーセンサーVP
- TOTOVP
- 消防庁VP
- 交通エコロジーモビリティー財団VP
- アベ建設TVCM
- タカラトミーリズムいっぱいマジカルバンドTVCM
- smaSTATION再現VTR